# Carl Henry Hoffman
Carl Henry Hoffman (* 12. August 1896 in Bangor, Northampton County, Pennsylvania; † 30. November 1980 in Somerset, Pennsylvania) war ein US-amerikanischer Politiker. In den Jahren 1946 und 1947 vertrat er den Bundesstaat Pennsylvania im US-Repräsentantenhaus.

## Werdegang
Carl Hoffman besuchte die öffentlichen Schulen seiner Heimat. Während des Ersten Weltkrieges war er in einem Ausbildungslager für Offiziere der Infanterie. Danach arbeitete er für einige Zeit als Lehrer. Gleichzeitig setzte er seine eigene Ausbildung fort. 1922 absolvierte er das Juniata College in Huntingdon. In den folgenden Jahren bis 1946 war er in Somerset in der Holzbranche, im Ölgeschäft und im Bankgewerbe tätig. Politisch wurde er Mitglied der Republikanischen Partei.
Nach dem Tod des Abgeordneten J. Buell Snyder wurde Hoffman bei der fälligen Nachwahl für den 23. Sitz von Pennsylvania als dessen Nachfolger in das US-Repräsentantenhaus in Washington, D.C. gewählt, wo er am 21. Mai 1946 sein neues Mandat antrat. Da er im Jahr 1946 auf eine erneute Kandidatur verzichtete, konnte er bis zum 3. Januar 1947 nur die laufende Legislaturperiode im Kongress beenden. Diese war von den Ereignissen der unmittelbaren Zeit nach dem Ende des Zweiten Weltkrieges bestimmt.
Nach dem Ende seiner Zeit im US-Repräsentantenhaus nahm Carl Hoffman seine früheren Tätigkeiten wieder auf. Er starb am 30. November 1980 in Somerset, wo er auch beigesetzt wurde.